# Soubré (underprefektur)
Soubré är en underprefektur i Elfenbenskusten. Den ligger i departementet med samma namn, i den sydvästra delen av landet, 190 km sydväst om huvudstaden Yamoussoukro.